# Casco trincado

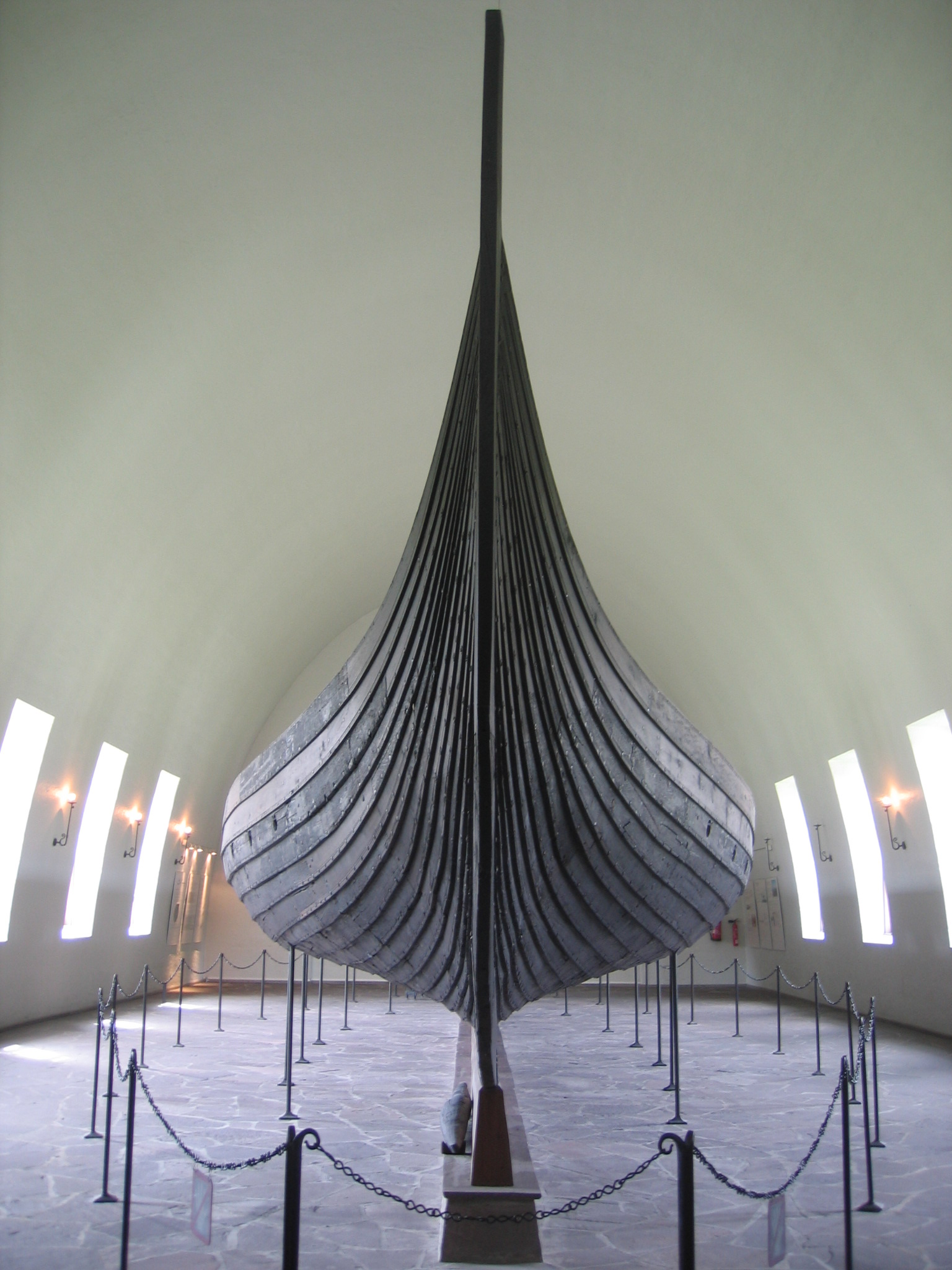
El barco vikingo de Gokstad, Noruega, muestra claramente las tablas solapadas del casco trincado

En náutica, el casco trincado (casco a tingladillo) es un método de construcción naval que se caracteriza por el hecho de que las tablas usadas para la construcción del entablado del casco se sobreponen unas a otras. La estructura interna de la nave (esqueleto) se construye una vez que el casco va tomando forma, al contrario de otros métodos donde el esqueleto define la forma del casco.

## Historia
Fue una construcción muy común en la era vikinga y los pueblos de la Europa septentrional.
El casco trincado ha perdurado hasta tiempos más modernos, especialmente en los Wherry y skiffs del río Támesis y en los barcos rabelo del río Duero.

## Tipos de construcción del casco

Dibujo que muestra la diferencia entre casco trincado (izquierda) y liso (derecha)

### Construcción antigua
Los barcos de la época clásica griega y romana se construían según el sistema de entablamento o «forrado primero».

### Construcción tradicional
En el sistema tradicional de construcción de barcos de madera, primero se planta la quilla, las ruedas y las cuadernas. A partir de este «esqueleto» del casco, se va construyendo el forro (generalmente a base de planchas yuxtapuestas dispuestas encima de las cuadernas). Las planchas del forro se suelen poner tan horizontales como sea posible.
Según el sistema de disposición de las planchas o latas, hay tres variantes en la construcción de cascos «con esqueleto»:
- Planchas yuxtapuestas
- Planchas en tingladillo
- Planchas cosidas

El sistema de planchas yuxtapuestas era el más popular en las costas del Mediterráneo. Barcas, bous, gussis y barcos de gran porte tenían cascos según esta disposición. El método de planchas en tingladillo (en el que cada lata se solapa sobre la lata inferior) era típica de las costas atlánticas. Un ejemplo serían los barcos de los vikingos, los drakkars. El método de coser las planchas se seguía en diversas partes del mundo, con ejemplos en los países nórdicos y en las costas del Índico.
En las canoas polinesias el casco principal solía ser de una sola pieza, que incorpora quilla, roda y forro en un conjunto. En los modelos más grandes los lados se alzaban con dos planchas suplementarias cosidas al casco.

### Construcción mixta hierro-madera
Antes del predominio de los cascos de hierro, hubo un período en el que los cascos se construían con esqueleto de hierro forjado industrial (wrought iron), pero con el forro de madera. Un ejemplo típico es el del famoso clíper Cutty Sark.

### Otros sistemas
- De la época previa a la construcción de cascos de acero, hay un tratado de construcción naval que preconizaba un sistema diferente al tradicional para barcos de madera. Desde el punto de vista numérico, parece que no fue muy practicado en grandes barcos. Ese sistema se llamaría después «casco conformado en frío».[5]
- El sistema de «casco conformado en frío» (cold molded hull) se basa en construir el forro mediante tres o más capas de planchas delgadas adaptándolas sobre un molde con unas formas. Cada capa de planchas puede ir dispuesta de varias maneras, pero un método típico consiste  en disponer la primera capa con las planchas 45 grados (en relación con la quilla), la segunda con las planchas perpendiculares a la primera y la tercera de forma horizontal.

En muchos casos la «piel», formada por las diversas capas de planchas contrapuestas y formando una sola pieza, es lo suficientemente fuerte para resistir todos los esfuerzos considerados en el proyecto del casco, y se puede prescindir de las cuadernas y de otros elementos de refuerzo.

## Vídeos
- Vídeo de dos operarios colocando las latas del forro del casco de un yate.

- Datos: Q338401
- Multimedia: Nordic clinker boat traditions / Q338401